# 19-я пехотная дивизия (Италия)
19-я пехотная дивизия «Венеция» (итал. 19ª Divisione fanteria "Venezia") — воинское формирование Королевской итальянской армии, действовавшее во время Второй мировой войны. Эта пехотная дивизия частично была горнострелковой и была оснащена полком специальной дивизионной артиллерии. С развитием дивизионной артиллерии и постепенной её автоматизацией горные дивизии стали фактически неотличимыми от пехотных дивизий, и от специального наименования пришлось отказаться.

## История

### Образование

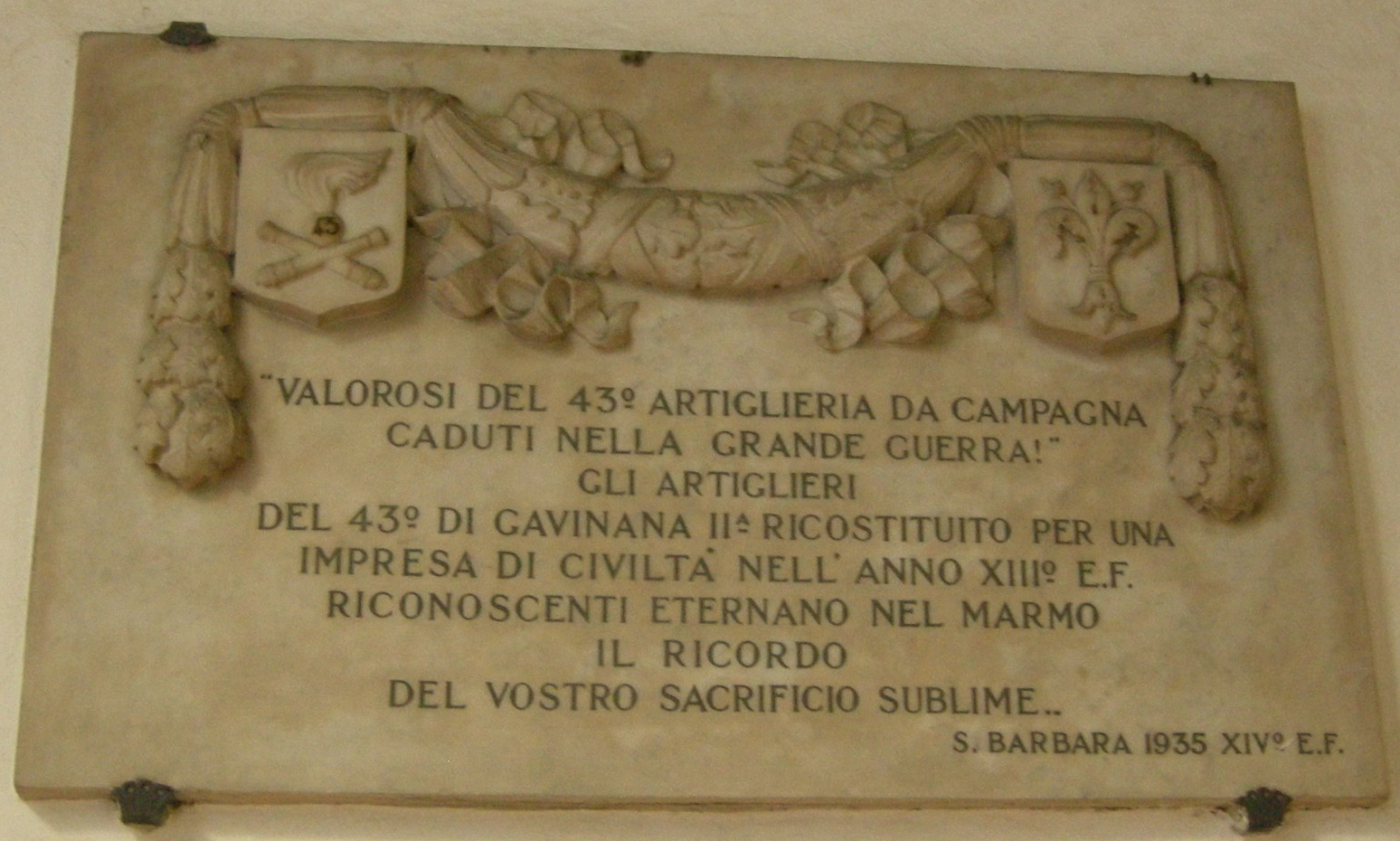
Мемориальная доска в честь 43-го артиллерийского полка

Предшественницей дивизии была пехотная бригада «Венеция», образованная 7 июня 1883 на основе 83-го и 84-го пехотных полков и преобразованная в 1926 году в 19-ю пехотную бригаду «Гавинана». Позднее она была включена в состав 70-го пехотного полка «Анкона». Бригада и 19-я артиллерийская рота вместе сформировали 19-й военный округ Флоренции. 28 марта 1935 бригада прибыла в Эритрею, заняв один из гарнизонов. 9 июля 1936 во Флоренции была создана 119-я пехотная дивизия «Гавинана II», составленная из 127-го и 128-го пехотных полков «Фиренце», 213-го пехотного полка «Арна» (из них составлена 119-я пехотная бригада «Гавинана II») и 43-го артиллерийского полка. В июле 1936 года дивизия и бригада «Гавинана II» были расформированы, а 15 апреля 1939 появилась 19-я пехотная дивизия «Венеция» на основе бригады «Гавинана». В состав новой дивизии вошли 83-й и 84-й пехотные полки и 19-я рота артиллерии.

### Вторая итало-эфиопская война
Бригада участвовала в итало-эфиопской войне со времени своего прибытия в Эритрею 28 марта 1935. 3 октября она прошла Мэрэб и продвинулась на вражескую территорию, преодолевая ожесточённое сопротивление противника. 4 октября ею был взят город Ади-Абуна, а 6 октября захвачена Адуа — экономический центр Эфиопии. В феврале 1936 года во второй битве при Тембьене бригада сошлась с основными силами эфиопцев при Шире и Ади-Аимане, с 3 марта начав преследование противника. 4 марта враг был разбит при Ында-Сылласе, 5 марта — при Дембегвине, 7 марта — при Ади-Агуа, 9 марта — под Такацце, а итальянцы уже подошли к Дебареху и Дабату. 22 апреля бригада отправилась в тыл на линию Аксум-Селакла, а после войны заняла зону в Ади-Угри-Терамни.

### Итальянская оккупация Албании
Дивизия «Венеция» была мобилизована для ввода в Албанию: с 25 по 30 апреля она заняла Дуррес и его окрестности, после была развёрнута в гарнизонах городов Эльбасан и Поградец, к востоку от Тираны.

### Вторая мировая война
Ко дню начала активных боевых действий 10 июня 1940 19-я пехотная дивизия несла службу на границе с Югославией — на побережье реки Дрин, в городе Булькиза и у озера Дерида. После начала итало=греческой войны, 26 октября дивизия была переброшена в город Корча и 3 ноября вышла к линии фронта, прикрывая правый фланг от нападений греков со стороны Коко-Клава. Ход боёв складывался не в пользу итальянцев, и те вынуждены были отступить с линии Битинчка — Билишт — Капештица к северо-западу, вдоль левого берега реки Деволи. В течение всего ноября дивизия отражала яростные атаки на всех позициях, но снова вынуждена была отойти к первой линии Поградец — Старова — Брегу-Зерваскес, а 29 ноября и вовсе ушла к Шкумбини. В начале декабря участвовала в ожесточённых боях у Поградеца и на линии Каласское ущелье — гора Кунгуллит. 9 декабря дивизия на правом фланге отошла к горе Брешенихкут на севере, откуда контратаковала 23 и 24 декабря.
В 1941 году в помощь дивизии был переброшен 72-й штурмовой легион чернорубашечников, который вынужден был сдерживать атаку греков в плохих погодных условиях. Интенсивность атак ослабела к марту и апрелю. Последняя атака была предпринята 7 апреля, на следующий день после того как на помощь итальянской армии пришла Гитлеровская Германия, вторгнувшаяся в Грецию с территории союзной немцам Болгарии. С 14 апреля дивизия перешла в наступление по всем фронтам: сначала с востока на запад к Поградецу, потом к линии Поградец — Грабовица — Сояни — Малики, а 15 апреля взяла Корчу. Продвижение далее велось в юго-восточном направление: дивизия прошла Бадрес и гору Гобеллит. К июлю дивизия «Венеция» вышла в Черногорию, оккупировав Подгорицу, Беране и Колашин, начав активные антипартизанские боевые действия. В течение всего 1942 года 383-й пехотный полк чаще всего вступал в бой против партизан.

### Послекапитуляции Италии
8 сентября 1943 года было объявлено перемирие между Италией и Союзниками во Второй мировой войне . 13 октября 1943 года Италия объявила войну нацистской Германии. 
В день перемирия 8 сентября 19-я пехотная дивизия была расквартирована в Подгорице. Итальянских солдат планировала разоружить 118-я легкопехотная дивизия вермахта при поддержке четников, однако итальянцы отказались разоружаться. Большая часть личного состава в начале октября ушла на сторону югославских партизан: 10 октября 1943 года было объявлено о поддержке итальянскими солдатами партизан как со стороны 19-й пехотной дивизии, так и со стороны 1-й альпийской дивизии «Тауринензе». В течение 13 месяцев итальянцы вели упорную борьбу против сил вермахта в местечках Бродарево, Мурина, Беране и Колашин. Для приведения в порядок всех частей и во избежание путаницы личный состав дивизии был преобразован в бригады, каждая из которых в обязательном порядке носила имя «Венеция». Крупнейшими подразделениями стали:
- 1-я бригада «Венеция» (1-й батальон 83-го пехотного полка)
- 2-я бригада «Венеция» (2-й батальон 83-го пехотного полка)
- 3-я бригада «Венеция» (3-й батальон 83-го пехотного полка)
- 4-я бригада «Венеция» (1-й батальон 84-го пехотного полка)
- 5-я бригада «Венеция» (2-й батальон 84-го пехотного полка)
- 6-я бригада «Венеция» (3-й батальон 84-го пехотного полка)

1 декабря 1943 года остатки и 19-й пехотной дивизии, и 1-й альпийской дивизии слились в единую итальянскую партизанскую дивизию «Гарибальди» Народно-освободительной армии Югославии со следующим распределением:
- 1-я бригада была переименована во 2-ю
- 2-я бригада была переименована в 3-ю
- 4-я бригада сохранила своё название
- 3-я, 5-я и 6-я бригады были расформированы
- 1-я бригада «Гарибальди» была переименована в 1-ю бригаду «Тауринензе».

## Структура дивизии в 1940 году
- 83-й пехотный полк «Венеция»[итал.]
- 84-й пехотный полк «Венеция»[итал.]
- 383-й пехотный полк «Венеция»
- 72-й штурмовой легион чернорубашечников «Луиджи Фарини»
- 72-й штурмовой батальон чернорубашечников «Модена»
- 111-й штурмовой батальон чернорубашечников «Пезаро-Урбино»
- 72-я пулемётная рота чернорубашечников
- 19-й артиллерийский полк «Гавинана»
- 19-й батальон 81-мм миномётов
- 19-я противотанковая рота 47-мм орудий
- 76-я инженерная рота
- 19-я рота телеграфистов и радистов
- 42-е санитарное отделение
- 38-е отделение резерва
- 11-е пекарное отделение